# Deep Purple in Concert
| 평가 점수 | 평가 점수 |
| 출처      | 점수      |
| --------- | --------- |
| Allmusic  | [ 1 ]     |

《Deep Purple in Concert》는 영국의 하드 록 밴드 딥 퍼플의 라이브 음반으로, BBC가 1970년과 1972년에 《In Concert》 라이브 시리즈로 녹음했다. 1980년 영국에서 처음 출시되었으며, 현재 미국판은 2001년에 출시되었다.

## 구성
1970년 2월 19일, 런던의 BBC 스튜디오에서 라이브로 녹음한 LP의 사이드 1, 2는 조 코커를 위해 마지막 순간에 개입한 것이다. DJ 존 필은 이 곡들이 공연될 때 이 곡들을 소개했다. LP의 사이드 3과 사이드 4는 1972년 3월 9일, 이번에는 마이크 하딩이 경쟁자로 참여한 게임이다. 후자의 녹음은 〈Never Before〉(당시 싱글로 나왔었다)의 유일한 라이브 녹음과 〈Maybe I'm a Leo〉의 드물게 Mk II 라인업(이언 길런, 리치 블랙모어, 존 로드, 로저 글로버, 이언 페이스)이 있다. 이 두 곡은 그 달 말(1972년 3월)에 발매된 새로운 음반 《Machine Head》를 홍보하기 위해 일반적인 〈Child in Time〉 대신 연주되었다.
〈Smoke on the Water〉(사상 최초의 라이브 공연)와 〈Maybe I'm a Leo〉는 1980년 오리지널 더블 LP 바이닐 발매에 포함되지 않았지만, 〈Smoke on the Water〉는 싱글 발매로 출시되었다. 바이닐은 포토라이너로 된 대문 접이식 소매 안에 들어 있었다.

## 재발매
2001년 재발매의 많은 트랙 길이는 정확하지 않다.
2004년, 두 번째 디스크의 내용은 두 개의 보너스 트랙 (〈Hush〉와 〈River Deep Mountain High〉의 스튜디오 버전)과 함께 SACD에서 《Live on the BBC》로 리마스터되고 오디오 정확도로 발매되었다.
2012년에는 두 번째 디스크의 내용이 리믹스되어 《In Concert '72》로 발매되었으며, 최초에 원래의 세트리스트가 올바른 순서로 진행되었다. 아마도 타이밍을 맞추기 위한 것으로 추측되는 노래 간 채팅이 끊겼기 때문에, 그것은 전체 녹음이 아니었다. 어떤 음악도 손실되지 않았다.

## 곡 목록
모든 곡들은 특별한 언급이 없는 한 리치 블랙모어, 이언 길런, 로저 글러버, 존 로드 그리고 이언 페이스에 의해 작사/작곡하였다.

### 오리지널 EMI 더블 바이닐 LP
| #  | 제목                | 작곡                            | 재생 시간 |
| -- | ------------------- | ------------------------------- | --------- |
| 1. | 〈Speed King〉      |                                 | 6:20      |
| 2. | 〈Wring That Neck〉 | 블랙모어, 로드, 페이스, 닉 심퍼 | 18:30     |

| #  | 제목              | 작곡                        | 재생 시간 |
| -- | ----------------- | --------------------------- | --------- |
| 1. | 〈Child in Time〉 |                             | 10:12     |
| 2. | 〈Mandrake Root〉 | 블랙모어, 로드 에반스, 로드 | 17:20     |

| #  | 제목                      | 재생 시간 |
| -- | ------------------------- | --------- |
| 1. | 〈Highway Star〉          | 6:29      |
| 2. | 〈Strange Kind of Woman〉 | 8:34      |
| 3. | 〈Lazy〉                  | 8:57      |
| 4. | 〈Never Before〉          | 3:48      |

| #  | 제목               | 작곡                   | 재생 시간 |
| -- | ------------------ | ---------------------- | --------- |
| 1. | 〈Space Truckin'〉 |                        | 22:14     |
| 2. | 〈Lucille〉        | 알 콜린스, 리틀 리처드 | 6:20      |